# Thrill Kill
Thrill Kill est un jeu vidéo de combat annulé en 1998, développé par Paradox Development pour la console PlayStation,,,,,.

## Développement et annulation
Christine Hsu fonde Paradox Development en 1994. Dans la foulée, le studio commence à développer Earth Monsters pour le compte de l'éditeur Virgin Interactive. Il s'agit d'un jeu de sport de genre fantasy sur PlayStation s'inspirant du « pok-ta-pok », un jeu de balle mésoaméricain, permettant aux joueurs d'incarner de costauds guerriers aztèques qui se battent avec les poings et les pieds tout en essayant de faire passer une balle dans un anneau. À maintes reprises, Virgin Interactive incite les développeurs à augmenter la violence du jeu, puis finit par en faire entièrement un jeu de combat. L'esthétique aztèque du jeu se voit ensuite remplacée par un style BDSM, un changement que l'éditeur espère bénéfique pour les futures ventes du jeu, qui se voit renommé Thrill Kill. Harvard Bonin, désigné par Virgin Interactive pour produire le jeu, montre aux développeurs des magazines de fétichisme sexuel et des DVD BDSM afin d'illustrer la nouvelle direction artistique souhaitée pour le jeu,.
Thrill Kill est conçu avec l'objectif de se mesurer à la série de jeux Mortal Kombat. Dans cette optique, le jeu est particulièrement violent, et résolument adulte ; il a également pour ambition d'être le premier jeu de combat en 3D pour quatre joueurs. Paradox Development espère que le succès du jeu aidera le studio à se faire connaître du grand public. Brian Gomez, l'assistant de production, s'inspire de la comédie musicale Cats pour écrire l'histoire de Thrill Kill, dans laquelle chacun des personnages se bat pour avoir une chance de ressusciter après avoir été envoyé en Enfer. Les coups évoquent parfois des actes sexuels, et reçoivent des noms tels que « Bitch Slap », « Swallow This », « Crotch Crush » et « Miner 69er »,. Selon Harvard Bonin, le système du « kill meter » a été conçu pour promouvoir « l'agression frontale », ce qui permet à Thrill Kill de se démarquer des autres jeux de combat qui encouragent les joueurs à se concentrer sur la défense de leur personnage. Au cours de l'E3 1998, Thrill Kill attire de nombreux visiteurs dans le stand de Virgin Interactive ; le jeu gagne ensuite une base de fans très importante de par sa nature gore et sexuelle. C'est l'un des premiers titres à être classé « Adults Only » (AO) par l'Entertainment Software Rating Board (ESRB), et le premier à recevoir ce classement uniquement en raison de sa violence (les autres jeux classés AO l'ayant été à cause de leur contenu sexuellement explicite). En 2022, on ne dénombre que deux autres jeux (Manhunt 2 et Hatred (en)) à avoir reçu le classement AO pour cette raison. Étant donné qu'un classement AO empêcherait beaucoup de magasins de vendre le jeu, Virgin Interactive demande aux développeurs d'atténuer le contenu subversif du jeu,.
Initialement, Virgin Interactive fixe la date de sortie de Thrill Kill au mois d'octobre 1998. Une des stratégies commerciales envisagées par l'éditeur pour faire la publicité du jeu consiste à en envoyer des exemplaires aux détracteurs de la violence vidéoludique. Cependant, en août 1998, Electronic Arts (EA) rachète Westwood Studios, et cette acquisition inclut toutes les activités nord-américaines de Virgin Interactive, ce qui signifie qu'EA obtient les droits d'édition de Thrill Kill. Après évaluation, le conseil d'administration d'EA estime que le ton du jeu est trop violent pour qu'il soit publié, et Larry Probst prend la décision d'annuler le jeu, deux semaines après le rachat de Virgin Interactive. À ce stade, selon le programmeur principal David Ollman, le jeu est fini à 99%, et une suite est déjà en pourparlers. EA décline également les offres de rachat du jeu faites par d'autres éditeurs, parmi lesquels Eidos Interactive. Selon Louis Castle, le fondateur de Westwood Studios, « EA travaille d'arrache-pied pour contrer la stigmatisation que subit l'industrie du jeu vidéo, suspecté d'être un média plus violent que le cinéma ou la télévision. » Le producteur Kevin Mulhall affirme que les membres de l'équipe de développement de Thrill Kill n'ont pas été directement informés de l'annulation du jeu par Electronic Arts, mais l'ont appris en lisant des articles sur le sujet sur internet. Dans des interviews ultérieures, des employés de Paradox Development comme Mulhall et Ollman mettent en évidence les liens entre EA et le sénateur Joe Lieberman, un adversaire ouvertement engagé de la violence dans les jeux vidéo, et y voient une explication à la décision d'EA d'annuler le jeu,.
Si le jeu n'est jamais commercialisé, des versions bootleg de Thrill Kill sont toutefois téléversées par les développeurs sur des sites internet consacrés au piratage, et la ROM du jeu devient une des plus populaires et des plus téléchargées,. Le moteur de Thrill Kill et certains assets sont ensuite repris par Paradox Development pour le jeu de combat Wu-Tang: Shaolin Style, édité par Activision et sorti sur PlayStation en 1999. Le moteur de Thrill Kill devient ensuite une technologie centrale pour Paradox, et est employé dans les jeux X-Men: Mutant Academy, sorti en 2000, et sa suite X-Men: Mutant Academy 2, sortie en 2001, ainsi que dans le jeu Rock 'Em Sock 'Em Robots Arena (en) sorti en 2000,,.